# Johanneskirche (Trieben)

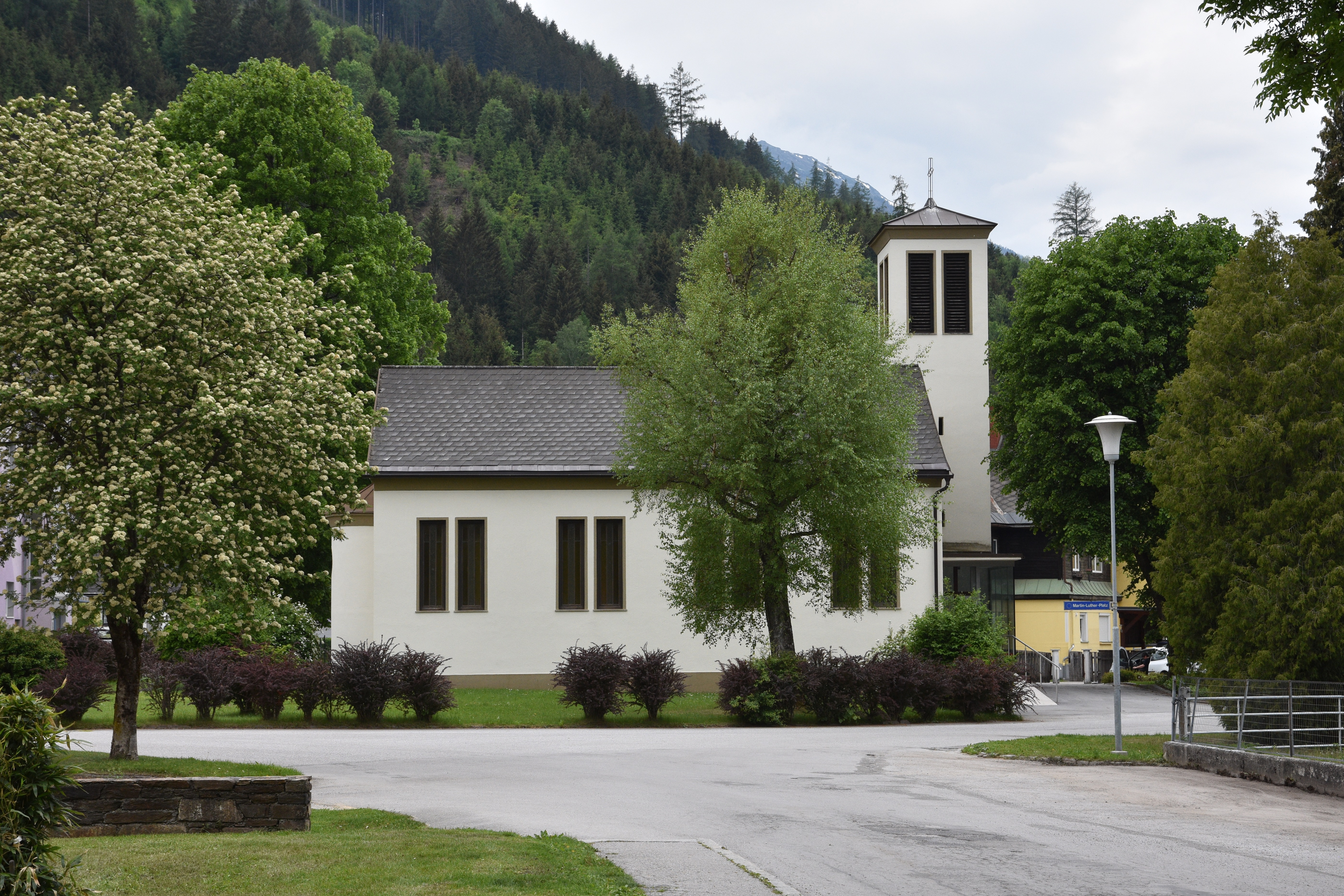
Evangelische Kirche Trieben

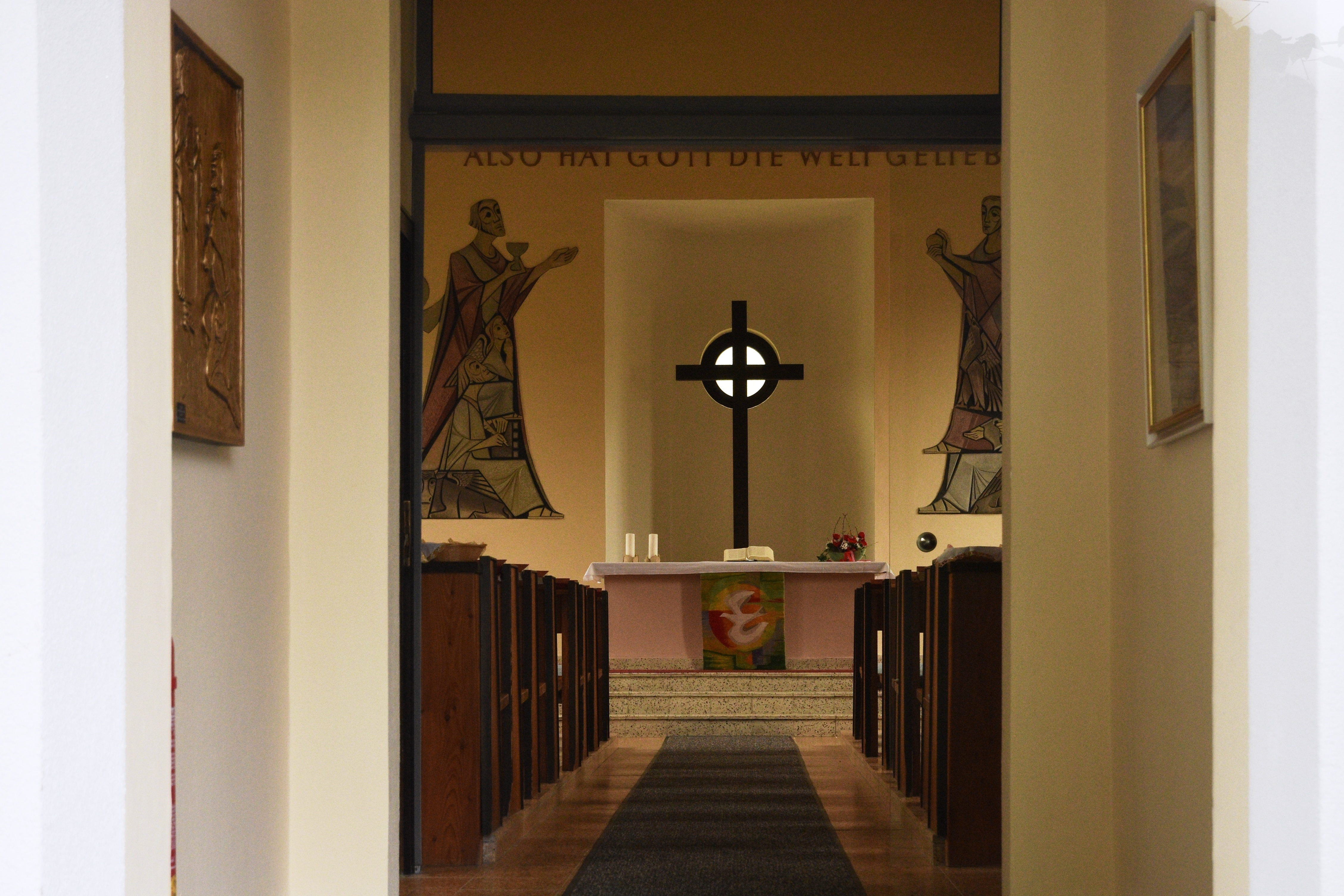
Innenraum

Die Johanneskirche ist die evangelisch-lutherische Kirche der Stadtgemeinde Trieben im Bezirk Liezen in der Steiermark. Als Predigtstelle der Evangelischen Pfarrkirche Gaishorn gehört sie zur Evangelischen Superintendentur A. B. Steiermark der Evangelischen Kirche A.B. in Österreich.

## Geschichte
Die evangelische Gemeinde entstand infolge der Flüchtlingsbewegungen am Ende des Zweiten Weltkriegs sowie dem vermehrten Arbeitskräftebedarf des örtlichen Magnesitwerks und dem damit verbundenen verstärkten Zuzug von Protestanten. Seit 1946 wurden erste evangelische Gottesdienste in einem Klassenzimmer des Triebener Schulhauses abgehalten, später fanden sie in einem Gasthaus und im Trauungssaal der Gemeinde statt, 1952 entschied man sich für einen Kirchenbau. Ein seitens der Superintendentur vorgelegter ‚moderner‘ Bauplan des Baurats der evangelischen Kirche, Friedrich Rollwagen, wurde jedoch vom örtlichen Bauausschuss zugunsten eines konservativen Entwurfs des Rottenmanner Baumeisters Hans Pilz abgelehnt, was zu Differenzen mit dem Oberkirchenrat führte. Die Grundsteinlegung erfolgte am 23. Juni 1957, die Einweihung durch Superintendent Leopold Achberger zwei Jahre später 1959.

## Architektur
Die im Stil eines abstrakten Historismus erbaute Triebener Johanneskirche ist ein einfaches hausartiges Bauwerk mit Apsis und paarweise angeordneten Rechteckfenstern, dem seitlich ein niedriger Turmbau vorgesetzt ist. Der nach den Prinzipien des Rummelsberger Programms mit leicht erhöhtem Altarraum mit Kanzel und Taufbecken eingerichtete Kirchenbau wird durch eine in den Dachraum gefaltete Decke abgeschlossen. Die Sgraffiti der vier Evangelisten zuseiten der Altarnische, die mit ihren Attributen Kelch und Brot auf die wesentlichen Symbole des protestantischen Abendmahlsgottesdienstes verweisen, sowie das Mosaik des Evangelisten Johannes am Turm schuf der in Trieben ansässige Künstler Hans Preiß. Das Bibelzitat Also hat Gott die Welt geliebt oberhalb der Altarnische ist dem Johannesevangelium entnommen (Johannes 3,16 ).